# Water Music (novela)
Water Music es la primera novela de T. C. Boyle, publicada por primera vez en 1981. Es una novela de aventuras históricas semificticias que se desarrolla a finales del siglo XVIII y principios del XIX.

## Trama
La novela sigue las aventuras paralelas y los destinos entrelazados de sus protagonistas Ned Rise, un delincuente sin suerte, y el famoso explorador Mungo Park, el primero un personaje puramente ficticio, el último basado en un personaje histórico. El libro tiene lugar en varios lugares de Escocia, Inglaterra y África Occidental. Gira en torno a dos expediciones imperiales británicas al interior de África Occidental en un esfuerzo por encontrar y explorar el río Níger.
La novela se basa libremente en fuentes históricas, incluido el libro de Mungo Park de 1799, Travels in the Interior Districts of Africa. Sin embargo, como admite Boyle en su prólogo a Water Music, no reclama precisión histórica ni siquiera fidelidad a los relatos contemporáneos, cuya fiabilidad es dudosa de todos modos.

## Información del libro
- Tapa dura - ISBN 0-316-10467-1 (1981, Primera edición) publicado por Little Brown
- Tapa blanda - ISBN 0-14-006550-4 (1983) publicado por Penguin Books